# HMS Bulwark (R08)
Pour les autres navires du même nom, voir HMS Bulwark.
Le HMS Bulwark était un porte-avions de la Royal Navy. Il est entré en service en 1954 et fut démantelé en 1984.

## Histoire
Il participa à la crise du canal de Suez débutant en octobre 1956 en embarquant deux escadrons de Hawker Sea Hawk soit 30 appareils qui firent de l’appui aérien tactique au profit des forces franco-britanniques ainsi que 2 Fairey Gannet et 3 hélicoptères Westland WS-51 Dragonfly (en).
Les deux premiers prototypes de l'avion d'entraînement français Fouga CM-175 Zéphyr y ferons une dizaine d'appontages à partir du 31 juillet 1957 dans le cadre de leurs essais.